# 666 International
666 International är ett musikalbum av det norska black metal-bandet Dødheimsgard, utgivet 1999 av skivbolaget Moonfog Productions. 666 International är Dødheimsgards tredje fullängds-studioalbum.

## Låtlista
1. "Shiva-Interfere" – 9:10
2. "Ion Storm" – 4:20
3. "Carpet Bombing" (instrumental) – 2:25
4. "Regno Potiri" – 10:19
5. "Final Conquest" – 5:59
6. "Logic" (instrumental) – 0:59
7. "Sonar Bliss" – 7:39
8. "Magic" (instrumental) – 1:43
9. "Completion" – 6:28

- Text: Aldrahn (1, 2, 4, 7, 9), Aldrahn och Fog (spår 5)
- Musik: Vicotnik (spår 1, 2, 4, 5, 7, 9), Svein Egil Hatlevik (spår 3, 6, 8)

## Medverkande
Musiker (Dødheimsgard-medlemmar)
- Aldrahn (Bjørn Dencker Gjerde) – gitarr, sång
- Victonik (Yusaf Parvez) – gitarr
- Apollyon (Ole Jørgen Moe) – basgitarr
- Czral (Carl-Michael Eide) – trummor, gitarr
- Mr. Magic Logic (Svein Erik Hatlevik) – keyboard, piano

Bidragande musiker
- Ginger God – trumprogrammering

Produktion
- Bjørn Boge – producent, ljudtekniker, ljudmix, foto
- Yusaf Parvez – producent
- Tom Kvålsvoll – mastring
- Bernt B. Ottem – omslagsdesign
- Alexei Tylevich – omslagskonst
- Matthew Vickerstaff – grafik
- Esben Johansen – foto